# The Nazi
Pour plus de détails, voir Fiche technique et Distribution.
The Nazi est un court métrage américain réalisé par Rod Lurie, sorti en 2002.

## Synopsis
En 1987, Helen est une femme atteinte de leucémie en phase terminale, qui décide de se rendre en Israël pour rencontré Franz, un criminel de guerre nazi, qui a diriger le camp de concentration où sa grand-mère est morte. Elle souhaite pouvoir faire la paix et lui pardonner mais l'ancien bourreau n'est pas prêt d'accepter.

## Fiche technique
- Réalisation : Rod Lurie
- Scénario : Rod Lurie et Simon Wiesenthal (d'après son livre)
- Production :
  - Producteur : James Spies
  - Producteur délégué : Marc Frydman
- Musique : Larry Groupé (en)
- Pays d'origine :  États-Unis
- Langue : anglais
- Format : Couleur
- Genre : Drame
- Durée : 14 minutes
- Date :
  - États-Unis : 8 août 2002 (Palm Springs International Festival of Short Films (en))

## Distribution
- Maura Tierney : Helen
- James Cromwell : Franz
- Shadi Dwait : Barak
- Gil Hacohen : Guy